# Iron Man: Armored Adventures
Iron Man: Armored Adventures är en CGI-animerad tv-serie som baserar sig på seriefiguren Iron Man. Serien har sänts i Sverige på Disney XD.
Serien handlar om Tony Stark, vars pappa dör i första avsnittet. Han har alltid levt i sin verkstad och får nu leva ett normalt liv med sin kompis Rhodey, som han bor hos. Senare möter han Pepper Potts, som blir hans näst bästa vän.

## Handling
Tony blir plötsligt en superhjälte och har hela New York på sitt samvete. Han har en stressig vardag och klarar av den tack vare sina bästa vänner, James "Rhodey" Rhodes och Patricia "Pepper" Potts. Han har lätt för att tappa humöret och är beredd att offra sig själv för sin plikt. Han vill följa upp sin pappas arbete med att hitta de fem makluan-ringarna, så via det träffar han Gene, som snabbt blir en i gänget. Pepper har svårt för honom först, men efter avsnittet "Pepper, Interrupted" blir hon galen i honom. Det är Tony och Rhodey inte särskilt förtjusta i.
Men Gene är the Mandarin, den "sanne" arvtagaren till Makluan-ringarna, och han hjälper dem bara för att få tag i ringarna själv. Han avslöjar sig i det sista avsnittet av säsong 1 och Pepper blir helt förstörd.

## Figurer

### Tony Stark
Han är en charmig, lite tillbakadragen kille med ett enormt intellekt. Han är ett geni och han skapar många av Stark Internationals produkter. Han skapar en dräkt av pansar och blir snart superhjälten Iron Man. Men han får svårt att balansera sitt liv som superhjälte och som en vanlig kille.
Han visar tendenser till förälskelse gentemot Pepper Potts, hans kvinnliga bästa vän. Även hon verkar vara lite kär i honom, men det är inget som framgår tydligt i serien.

### Rhodey Rhodes
Han är en kille som är jordnära, lugn och har ett gott tålamod. Han passar väldigt bra tillsammans med Tony och Pepper, eftersom de blir väldigt lätt uppeldade (hysteriska, arga, glada etc.). Han verkar vara lite förälskad i Whitney Stane, men det verkar avta i de sista avsnitten.

### Pepper Potts
Pepper är en energisk, positiv och glad tjej som alltid ser något gott i det onda. Hon får efter fem avsnitt veta att Tony är Iron Man, hennes största idol. Hon blir snabbt en medlem i gänget och är en stor informatör för dem, vilket uppskattas (hennes pappa jobbar på FBI). Hon ogillar Whitney Stane och det gör Tony lite obekväm, eftersom han gillar henne, för att hon alltid varit så snäll mot honom.

### Whitney Stane
Hon är ett rikemansbarn, som har ett ädelt hjärta innerst inne. Hon har blivit försummad av sin pappa, Obadiah Stane, och har därför alltid umgåtts med Tony och hans pappa. De var alltid snälla och vänliga mot henne. Eftersom hon blivit uppfostrad i ett kärlekslöst hem, så har hon blivit otrevlig och ytlig, och vill bara hänga med Tony för att han är rik. Men innerst inne är hon snäll.
Hon syns för första gången (på riktigt, hon syns en kort stund i avsnitt åtta) i avsnitt tio, "Ready, AIM, fire", där hon får en mycket glamourös introduktion. Tony är mest ute efter information, eftersom hennes pappa styr över hans företag. Pepper och Whitney har alltid hatat varandra, eftersom Pepper tycker att Whitney är en snobb och att Whitney tycker att Pepper är en "groupie".

### Gene/Temojin Khan
Gene är hans fejknamn han använde när han gick i skolan, men han heter Temojin på riktigt. Han är en ondskefull kille som bara vill ha sina ringar, så han kan styra världen.
Han hade en väldigt olycklig barndom med en hemsk styvfar, som tog hand om honom när hans mamma dog. Han blir maktlysten och vill ta tillbaka det han anser är rättmätigt hans. Han motarbetar Iron Man som Mandarin hela tiden och tar ringarna. Sedan upptäcker han att det finns tio ringar, och då ger han sig ut på en sista jakt efter dem.

### Happy Hogan
Skolans basketstjärna och en vän till Pepper, Tony och Rhodey. Han är inte särskilt smart och tror att Iron Man är en robot. Han har fått tag i dräkten en gång, när Rhodey kraschade den av misstag och då fick Tony fejka att han var en robot för att skydda sin identitet.

### Obadiah Stane
Whitneys själviske far. Han är bara ute efter att tjäna pengar och förstör Stark Industries rykte med att sälja vapen. Tony försöker stoppa honom till varje pris och sopar upp efter Stanes smutsiga affärer. Han blir senare Iron Monger i säsong 2.

## Röstskådespelare
- Adrian Petriw - Anthony "Tony" Stark/Iron Man
- Alistair Abell - Happy Hogan, Black Knight[2]
- Daniel Bacon - James Rupert "Rhodey" Rhodes/War Machine
- Anna Cummer - Patricia "Pepper" Potts/Rescue
- Lisa Ann Beley - Iron Man Onboard Computer, Abigail Brand
- Mackenzie Gray - Obadiah Stane/Iron Monger
- Catherine Haggquist - Roberta Rhodes
- Kristie Marsden - Whitney Stane/Madame Masque
- Vincent Tong - Gene Khan, Xin Zhang/Mandarin